# Tejutepeque
Tejutepeque é um município do departamento de Cabañas, em El Salvador. Sua população estimada em 2013 era de 7 968 habitantes.